# Залізовідділювач
Залізовідділювач (рос. железоотделитель, англ. iron separator, нім. Eisenabscheider m) – апарат для вилучення феромагнітних предметів з вугілля та інших сипучих матеріалів. 

## Загальний опис
Випускаються: 
- - електромагнітні шківи, які встановлюють у вигляді приводного барабана конвеєра стрічкового;
- - електромагнітні барабани, які встановлюють на перепадах технологічного потоку (не є конструктивним вузлом конвеєра);
- - підвісні електромагнітні сепаратори, які підвішують над стрічковим конвеєром;
- - підвісні саморозвантажні електромагнітні сепаратори, які, на відміну від попередніх, мають безкінечну стрічку для розвантаження вилучених металевих предметів.

Залізовідділювачі являють собою електромагнітні системи, живлення їхніх обмоток здійснюється постійним струмом напругою 110 або 220 В через випрямні пристрої. Електромагнітні залізовідділювачі розраховані на роботу при температурі від + 40 до – 35оС і відносній вологості до 80 %.

## Електромагнітні шківи

Електромагнітний шків типу ШЕ встановлюється як привідний барабан стрічкового конвеєра, що транспортує рядове вугілля (рис.). Потік матеріалу, що переміщується стрічковим конвеєром 1, при надхо-дженні його до місця розвантаження потрапляє у магнітне поле, яке створюється електромагнітним шківом 2. Залізні і стальні предмети, які володіють магнітною сприйнятливістю, притягуються до поверхні стрічки, виносяться під барабан і розвантажуються на виході стрічки на пряму ділянку у окремій жолоб 4. В зоні відділення феромагнітних предметів від стрічки в електромагнітній системи передбачена діамагнітна вставка 3, яка полегшує відрив цих предметів. Ефективність відділення феромагнітних предметів залежить від їхньої магнітній сприйнятливості, форми і маси, а також від фізичних властивостей матеріалу (густини, вологості, крупності), що транспортується. 
Залежно від товщини шару матеріалу на стрічці на фабриках використовують електромагнітні шківи п’яти типорозмірів: ШЕ-65-63В, ШЕ-80-80В, ШЕ-100-80В, ШЕ-120-100В, ШЕ-140-100В.

## Електромагнітні барабани

Електромагнітний барабан типу БЕ-140-100, як і електромагнітний шків, виконується у вигляді барабана. Однак він не є конструктивним вузлом стрічкового конвеєра і встановлюється на перепаді рядового вугілля як самостійний агрегат. Електромагнітний барабан (рис.) встановлюється у різних положеннях по відношенню до ведучого барабана конвеєра, але з урахуванням того, щоб вугілля, яке очищується від феромагнітних предметів, було б зосереджене у зоні дії магнітного поля і при цьому була б виключена можливість заклинювання матеріалу при проходженні його через розвантажувальний жолоб. 
Подача рядового вугілля на поверхню обертової обичайки барабану ви-конується по похилому жолобу з дотриманням рівномірності розподілу матеріалу по ширині барабана. Притягнутий до поверхні барабана феромагнітний предмет при обертанні барабана виноситься із зони інтенсивного магнітного поля і розвантажується у жолоб в спеціальний бункер, а основний потік вугілля надходить в транспортно-технологічний тракт.
Електромагнітний барабан БЕ-140-100 серійно випускається одного типорозміру і може застосовуватись на перепадах конвеєрних стрічок шириною 1200 – 1400 мм.

## Підвісні електромагнітні сепаратори

Підвісні електромагнітні сепаратори (залізовідділювачі) типу ЕП широко застосовуються у вуглеприймальних відділеннях збагачувальних фабрик. На відміну від барабанних сепараторів і електромагнітних шківів вони встановлюються на прямій ділянці стрічкового конвеєра. Швидкість стрічкового конвеєра не повинна перевищувати 2 м/с, а висота шару вугілля – не більше 130 – 150 мм.
Для більшої ефективності вилучення феромагнітних предметів з нижніх шарів транспортованого вугілля, в робочій зоні залізовідділювача встановлюють спеціальні роликоопори, які струшують стрічку.
Підвісний електромагнітний сепаратор (рис.) має двохполюсну магнітну систему з полюсними наконечниками, розташованими під кутом один до одного з урахуванням того, щоб їхня нижня поверхня приблизно відповідала формі шару матеріалу, що транспортується конвеєром. Котушки електромагнітів закріплені на сердечниках полюсної скоби з м’якої магнітної сталі. Сердечники з’єднані між собою ярмом. Від механічних пошкоджень поверхня котушок закрита металічними захисними огородженнями. 
При проходженні потоку вугілля під магнітною системою феромагнітні предмети вилучаються і притягаються до полюсних наконечників. Видалення феромагнітних предметів, які вилучені сепаратором, здійснюється вручну, у міру того як вони накопичуються на наконечниках.
Залежно від ширини стрічки конвеєра на фабриках використовують підвісні електромагнітні сепаратори двох типорозмірів: ЕП-1М і ЕП-2М.